# George Erle Beggs
George Erle Beggs (* 23. April 1883 in Ashland (Illinois); † 23. November 1939 in Princeton (New Jersey)) war ein US-amerikanischer Bauingenieur. Er gilt als einer der Begründer der Modellstatik.

## Leben
Beggs studierte Bauingenieurwesen an der Northwestern University mit dem Bachelor-Abschluss 1905 und an der Columbia University (bei William Hubert Burr) mit dem Abschluss 1910. Danach war er bei der American Bridge Company und der Phosphate Mining Company of Florida. Ab 1914 lehrte er an der Princeton University als Assistant Professor. Ab 1921 war er Associate Professor und 1930 erhielt er eine volle Professur. 1937 bis 1939 war er Vorstand der Abteilung Bauingenieurwesen.
Er entwickelte eine bahnbrechende Methode, Einflusslinien experimentell an Bauwerksmodellen zu ermitteln (Deformator von Beggs), die er 1922 zum Patent anmeldete und worüber er im selben Jahr im Journal des American Concrete Institute (ACI) veröffentlichte. Dafür erhielt er die Wason Medal des ACI. Erst hatte er (ab 1916) Messungen an Fachwerkträgern von Brücken vorgenommen, später dehnte er das auf statisch unbestimmte Stahlbetonkonstruktionen aus. 1926 hielt er darüber einen Vortrag an der ETH Zürich, was beim Umbau des Grandfey-Viadukt bei Fribourg angewandt wurde. Das trug dazu bei, dass die experimentelle Baustatik an der ETH Zürich unter Max Ritter und Karl Hofacker ausgebaut wurde.
Beggs benutzte die Methode erfolgreich bei der Arlington Memorial Bridge, dem Stevenson Creek Dam, der Bay Bridge in San Francisco und der Golden Gate Bridge an.